# 国際連合フリー・アンド・イコールキャンペーン
国際連合フリー・アンド・イコール（こくさいれんごうフリー・アンド・イコール、英語: United Nations Free & Equal）とは、国連人権高等弁務官事務所（OHCHR）が主導する国際公共情報キャンペーンである。このキャンペーンは、国連機関、市民社会組織、一部の国および地方自治体の専門家との連携のもと、世界中のレズビアン、ゲイ、バイセクシュアル、トランスジェンダー、インターセックス（LGBTI）の権利の平等と公正な扱いを推進している。このキャンペーンは、政府の資金提供に加えて、H&M、Gap Inc、ケネス・コール・プロダクションズ、Weekdayといったファッションブランドを含むさまざまな民間企業によって支えられている。
このキャンペーンは従来のメディアおよびデジタルメディアを通じて届けられ、最初の1年間で20億以上のインプレッションを獲得した。また、当キャンペーンでは、インドの俳優でモデルのセリーナ・ジェイトリー、アメリカのラップデュオのマックルモア＆ライアン・ルイスなど、音楽、映画、テレビの分野で活躍する多くの著名人が「平等のチャンピオン（Equality Champions）」として、ソーシャルメディア上でキャンペーンの資料を共有する役割を担っていた。

## 目標と目的
フリー・アンド・イコールの2018年進捗報告書では、キャンペーンの全体的な目標を「性的、ジェンダー、身体的多様性に対する意識を高め、世界中のレズビアン、ゲイ、バイセクシュアル、トランスジェンダー、インターセックス（LGBTI）の人々の権利の平等と公正な扱いを擁護すること」としている。キャンペーンの具体的な目的は以下の通りである。
- 国連による、LGBTIの平等と受容を支持し、LGBTIの人々に向けられる偏見や有害なステレオタイプに対抗するメッセージの従来のメディアおよびオンラインメディアを通じた拡散
- 公共情報資料やツールの配布を通じた活動により、LGBTIの人々の人権を支持する各国の国連の支援の強化[2]。

## 歴史
フリー・アンド・イコールキャンペーンは、当時の国連人権高等弁務官ナヴィ・ピレイの指導の下、国連人権高等弁務官事務所によって立ち上げられた。2013年7月26日に南アフリカのケープタウンで行われたキャンペーンのグローバルプレス発表会では、ピレイと共に南アフリカ憲法裁判所の判事エドウィン・キャメロン、および元大主教デズモンド・ツツが参加した。
新しいキャンペーンの意義について、ピレイはこう述べた。「世界人権宣言は、すべての人が自由かつ平等な尊厳と権利を持って生まれることを約束しています――例外はなく、誰も置き去りにされることはありません。しかし、この約束は、日々憎悪、不寛容、暴力、そして広範な差別に直面している何百万ものLGBTの人々にとって、空虚なものとなっています。」
また、彼女は偏見に満ちた法律の改正に向けた国連人権高等弁務官事務所による取り組みに触れつつ、法的な変更だけでは人々の擁護には不十分であることも強調した。「経験が語る様に、差別を根絶するには、法律や政策の変更だけでは不十分です。人々の心と考え方も変える必要があるのです」と述べた。
最初の5年間で、80本以上のオリジナル動画と400点以上の画像やGIFが制作され、ソーシャルメディアで活用された。また、若者へのいじめや、トランスジェンダーやインターセックスの可視性など、特定のテーマに焦点を当てたミニキャンペーンも展開された。他の成果物としては、LGBTIに関連する多様なテーマについて簡潔に解説した10種類のファクトシート、LGBTの平等に向けた進展を祝うフリー・アンド・イコールキャンペーンの記念切手、ニューヨークの国連本部前に設置された虹色の横断歩道「平等への道」、そしてFilm Independentとの協力による国際映画シリーズがある。
キャンペーンの資料は、国連の公用語（英語、フランス語、スペイン語、アラビア語、中国語、ロシア語）およびポルトガル語で提供され、一部のコンテンツはアルバニア語、イタリア語、日本語、クメール語、セルビア語、ウクライナ語など追加の言語にも翻訳されている。

## SNSの活用
当キャンペーンの特徴として、フェイスブック、インスタグラム、X(旧ツイッター)、YouTubeなどの広範なSNSの活用が挙げられる。2023年には23万以上のフォロワー、6億以上のインプレッション、4400万回以上の動画再生数の増加を記録している。なお、コンテンツはアラビア語、中国語、英語、フランス語、ポルトガル語、ロシア語、スペイン語で発信された。
フリー・アンド・イコールに関連して投稿された動画には、国連人権高等弁務官事務所によって制作された動画のうち特に注目されたものが含まれている。例えば、当キャンペーンによる最初の動画である「The Riddle」は、Purposeによって制作され、2013年7月のキャンペーンの国際ローンチに先立ちオンラインで公開された。この動画では、多様な背景を持つ人々がカメラに向かって直接質問を投げかけるシーンや、国連事務総長の潘基文氏と国連人権高等弁務官のナヴィ・ピレイ氏のカメオ出演が含まれた。この動画は、2013年7月のグローバルキャンペーンの発表会や地域ごとのローンチイベントで上映されたほか、SNSを通じて広く共有され、YouTubeで180万回以上の視聴回数を記録した。
2014年4月、キャンペーンはボリウッド風のミュージックビデオ「The Welcome」を発表した。このビデオでは、若い男性が恋人を家族に紹介する様子が描かれており、「平等のチャンピオン」であるセリーナ・ジェイトリーがサウンドトラックで自身初のボーカルパフォーマンスを披露した。このビデオはムンバイで行われた記者会見で公開され、インドの俳優イムラン・カーン、インドの活動家アショク・ロウ・カヴィやラクシュミ・トリパティ、そして国連のチャールズ・ラドクリフとジョティ・サンゲラが言及した。このビデオはインドで広範なメディアの注目を集め、YouTubeで240万回以上視聴され、当時の国連動画の中で最も広く視聴されたものとなった。
他にも人気のある動画としてLGBTIコミュニティの「日常生活における英雄」が登場する「Faces」、LGBTIの友人や家族に、平等を求める闘いにおいて積極的な味方になるよう訴えた「Be There」が挙げられる。

## ファクトシート
当キャンペーンは、2019年7月までに、同性間の関係の犯罪化、いじめ、差別、暴力、亡命、ジェンダー・アイデンティティ、バイセクシュアリティ、インターセックスの人々の権利といったトピックや、LGBTIに関するFAQについて、平易な言葉で書かれた10本のファクトシートを発表している。すべてのファクトシートは国連のすべての公式言語とポルトガル語でキャンペーンのウェブサイトから入手できる。

## 国レベルの取り組み
フリー・アンド・イコールは、当初はグローバルなマルチメディアキャンペーンとして構想されていたが、国レベルのイベントやキャンペーンも30カ国以上の国々において支援してきた。イベントやキャンペーンの規模や期間はさまざまで、単発のイベントや特定のコンテンツを中心に展開される活動から、数年間にわたる大規模で長期的な取り組みまで多岐にわたる。
基本的に、国レベルでの活動は地元の国連人権フィールドオフィスや他の国連カントリーチームのメンバーによって組織された。2018年の進捗報告書によると、同年にはアルバニア、ブラジル、カーボベルデ、カンボジア、ドミニカ共和国、グアテマラ、北マケドニア、モンゴル、ペルー、セルビア、東ティモール、ウクライナの12ヵ国において本格的なナショナルキャンペーンまたはイベントが開催された。

## 国連本部でのイベント
2013年9月には、当キャンペーンは国連で初となるLGBT問題に関する閣僚級会合を組織し、その広報を支援した。この会合は、第68回国連総会の開会期間中に開催され、当時の米国国務長官ジョン・ケリーや国連人権高等弁務官ナヴィ・ピレイをはじめ、アルゼンチン、ブラジル、クロアチア、フランス、オランダ、ノルウェーの閣僚、日本、ニュージーランド、欧州連合の高官が発言した。2014年、2015年、2017年の9月にも同様の閣僚会合が開催されたほか、2016年には国家元首や政府首脳によるLGBTI人権問題に関する初の討論を後援した。

## その他のイニシアチブ
当キャンペーンの公式ウェブサイトには、LGBTI問題を明確化し、関連する人権問題を伝えるため、多様な資料が掲載されている。注目すべき取り組みの一つとして、インタラクティブな地図が挙げられる。この地図では、ユーザーが時代をさかのぼり、19世紀から20世紀前半の植民地支配の時代に同性愛に反対する法律がどのように広がったか、また20世紀後半において脱植民地化が進む中でこの傾向がどのように逆転したかも見ることができる。さらに、ウェブサイトには、キャンペーンのメッセージを伝えるためのGIFや画像が数多く掲載されている。これらは共有可能であり、関連する資料へのリンクも提供されている。
2014年9月、国連加盟国のLGBTIコアグループの支援を受けて、国連総会の入り口に当キャンペーンの写真ブースが設置された。多くの国連代表者がそのブースを訪れ、キャンペーンのプラカードを持っている自分の写真をSNSに投稿した。
2015年、当キャンペーンは、国連公共情報局およびロサンゼルスを拠点とするフィルム・インデペンデントと協力して、グローバル映画シリーズを開始した。この映画シリーズでは、LGBTIをテーマにしたドキュメンタリーや劇映画を無料で上映する権利が世界中の国連機関に提供された。
2016年2月、キャンペーンはLGBTI平等に向けた国際的な進展を祝う世界初の記念切手セットを発行した。この切手は、国連郵便局と共同で制作・寄贈されたもので、オンラインで購入でき、指定された国連の郵便カウンターや集荷ポイントから手紙を送るために使用できるようになっていた。また、同年9月にはニューヨーク市のファースト・アヴェニューにある国連本部前に設置された虹色の横断歩道「平等への道」を公開した。この横断歩道は、国連人権高等弁務官事務所、アメリカ合衆国国連代表部、および国連のLGBTIコアグループのメンバーとの共同プロジェクトによって制作された。

## キャンペーンにおけるリーダーシップ、人員およびパートナーシップ
フリー・アンド・イコールは、国連人権高等弁務官事務所のイニシアチブである。このキャンペーンは、ナヴィ・ピレイが人権高等弁務官を務めていた時期（2008-2014）に立ち上げられ、その後の高等弁務官であるゼイド・ラアド・アル・フセイン（2014-2018）やミシェル・バチェレ（2018年～現在）によって継続されている。キャンペーンは元々、国連人権高等弁務官事務所の人権、性的指向、性自認担当上級顧問チャールズ・ラッドクリフによって提案・開発された。彼は最初の5年間（2013-2018）キャンペーンを指導し、国連人権担当官トイコ・クレッペ（2013–14）の支援のもとに活動を行った。ファブリス・ウーダールは2016年から2020年までキャンペーンに関わり、2017年にはサリル・トリパティとともに国連LGBTI企業行動基準を共著した。リッケ・ヘンナムは2015年にキャンペーンのコーディネーターとして参加し、2018年にはキャンペーンマネージャーの役割を引き受けた。
フリー・アンド・イコールは、キャンペーンに関する動画や資料を世界中で使用するために、Elkanodata（スペイン）、Curry Nation（インド）などが数々の機関と協力してきた。また、国別のキャンペーンでは、それぞれの国のクリエイティブ機関と独自に協力関係を築いている。
2018年と2019年、衣料小売業者であるGap Inc.とH&Mは、国連基金による資金援助のもと、プライドをテーマにした衣服の売上の一部を当キャンペーンの支援に提供することを発表した。また、2019年にはケネス・コール・プロダクションズもキャンペーンを支援することを発表した。

## 批判
2016年2月、LGBT平等に向けた国際的な進展を祝うフリー・アンド・イコール記念切手セットが発行されたが、これはアフリカ諸国、アラブ諸国、イスラム諸国の国連加盟国や、アメリカの保守的な宗教団体から批判を受けた。また、オンライン署名サイト「Citizen Go」では、約10万人が切手販売の撤回を求め署名した。当キャンペーンによると、記念切手は約2000回にわたりSNSで言及され、4400万人へとリーチし、国連郵便局およびUN Stampsウェブサイトを通じて15万枚以上販売されたという。